# Anis Yadir
Anis Yadir (Zutphen, 29 oktober 2004) is een Nederlands-Marokkaans voetballer die uitkomt voor De Graafschap.

## Carrière

### Jeugd
Yadir begon met voetballen bij ZVV Be Quick waarna hij in 2015 werd gescout door De Graafschap. Tot 2022 speelde Yadir bij verschillende jeugd en beloftenteams van De Graafschap.

### De Graafschap
In juni 2022 tekende Yadir zijn eerste profcontract bij de De Graafschap, Yadir kwam vooral uit in het beloftenteam van De Graafschap. In augustus en oktober behoorde Yadir tweemaal bij de selectie van het eerste elftal.
Op 18 oktober 2022 maakte Yadir zijn debuut voor De Graafschap in de met 1-3 gewonnen uitwedstrijd om de KNVB Beker tegen Rijnsburgse Boys en scoorde hij zijn eerste doelpunt.
Op 11 november 2022 maakte Yadir zijn officiële debuut voor De Graafschap in de Eerste divisie in de gewonnen thuiswedstrijd tegen Jong PSV, hij scoorde als invaller in de slotseconden de winnende treffer voor de club.

## Clubstatistieken
| Seizoen | Club          | Competitie     | Competitie | Competitie | Beker | Beker | Overig | Overig | Totaal | Totaal |
| Seizoen | Club          | Competitie     | Wed.       | Dlp.       | Wed.  | Dlp.  | Wed.   | Dlp.   | Wed.   | Dlp.   |
| ------- | ------------- | -------------- | ---------- | ---------- | ----- | ----- | ------ | ------ | ------ | ------ |
| 2022/23 | De Graafschap | Eerste divisie | 5          | 1          | 1     | 1     | 0      | 0      | 6      | 2      |
| 2023/24 | De Graafschap | Eerste divisie | 12         | 1          | 1     | 0     | 0      | 0      | 13     | 1      |
| 2024/25 | De Graafschap | Eerste divisie | 3          | 1          | 1     | 0     | 0      | 0      | 4      | 1      |
| Totaal  | Totaal        | Totaal         | 20         | 3          | 3     | 1     | 0      | 0      | 23     | 4      |

Bijgewerkt t/m 14 april 2025.